# 笹倉怜寿
笹倉 怜寿（ささくら れいじゅ、1997年〈平成9年〉7月8日 - ）は、日本のプロバスケットボール選手。富山県富山市出身。B.LEAGUEの神戸ストークス所属。ポジションはポイントガード。

## 来歴
富山県出身。
奥田中学校3年時には八村塁らとともに全国中学校大会に初出場し準優勝。
東海大三高校進学後も全国大会に出場し、東海大学に進学後も2年時の新人戦で優勝、3年時にもリーグ戦とインカレで2冠獲得に貢献。
4年時にはアルバルク東京と特別指定選手契約。
2020-21シーズンは仙台89ERSに期限付き移籍。
2021年オフ、アルバルク東京に復帰。
2023年オフ、越谷アルファーズへ移籍。

## 経歴
- 東海大三高 - 東海大 - A東京（特別指定選手） - 仙台（期限付き移籍：2020年〜2021年） - A東京（2021年〜2023年） - 越谷（2023年〜）